# Vallées-d’Antraigues-Asperjoc
Vallées-d’Antraigues-Asperjoc község Franciaország Auvergne-Rhône-Alpes régiójában, Ardèche megyében. Új községként 2019. január 1-jén jött létre Antraigues-sur-Volane és Asperjoc egyesítésével. Lakossága az egyesítéskor 968  fő volt. A két korábbi település az új község része lett. Lakosainak száma 852 fő (2022. január 1.).

## Népesség
| Lakosok száma | 947  | 920  | 894  | 867  | 858  | 852  |
|               | 2017 | 2018 | 2019 | 2020 | 2021 | 2022 |